# Guiding Light
Guiding Light es una radionovela estadounidense creada por Irna Phillips que se retrasmitió en radio por NBC Radio y CBS Radio del 25 de enero de 1937 al 29 de junio de 1956, y en televisión por la cadena CBS del 30 de junio de 1952 al 18 de septiembre de 2009. Tiene el récord Guiness por ser la serie dramática de mayor duración de todos los tiempos, y con más de 18.000 episodios producidos.

## Sinopsis
La historia gira alrededor de unas grandes familias de gente adinerada que viven en Springfield, una ciudad imaginaria.
Los personajes de la telenovela se dividen en diferentes clanes, como son el de los Lewis, los Bauer y los Spaulding. En un primer momento la trama se centraba en la rivalidad de los Brooks y de los Jeremia, aunque desde entonces ha evolucionado mucho. Actualmente los Spaulding poseen una gran notoriedad histórica en la ciudad, mientras que los Cooper y los Bauer dominan el mundo de los negocios a nivel mundial.

## Desarrollo de la trama y reparto
Guiding Light ha tenido varias secuencias argumentales durante la larga historia de la serie, tanto en radio como en televisión. Estas secuencias argumentales incluyen argumentos complejos, y diferentes guionistas y reparto.

### Décadas de 1930 y 1940
La serie fue creada por Emmons Carlson e Irna Phillips, que se basaron en experiencias personales. Tras dar a luz a un bebé mortinato a los 19 años, encontró consuelo espiritual escuchando los sermones radiofónicos de Preston Bradley, un famoso predicador de Chicago y fundador de la Iglesia del Pueblo, una iglesia que promovía la hermandad entre los hombres. Estos sermones inspiraron la creación de The Guiding Light, que comenzó como una serie de radio, con un ministro como personaje central. La serie de radio original se emitió por primera vez en episodios de 15 minutos en NBC Radio, a partir del 25 de enero de 1937. La serie fue transferida a CBS Radio en 1947.

### Década de 1950
The Guiding Light fue emitida por primera vez por CBS Television el 30 de junio de 1952, en sustitución de la telenovela cancelada Los primeros cien años. Estos episodios también duraban 15 minutos. Durante el periodo comprendido entre 1952 y 1956, The Guiding Light existió como serie de radio y televisión, con actores que grababan sus actuaciones dos veces por cada día que se emitían los programas. La emisión radiofónica de The Guiding Light cesó su producción en 1956, poniendo fin a este solapamiento.
Con la transición a la televisión, los personajes principales pasaron a ser los Bauer, una familia de inmigrantes alemanes de clase media-baja que fueron presentados por primera vez en el serial radiofónico en 1948. Muchos argumentos giraban en torno a Bill Bauer (hijo del patriarca Friedrich "Papa" Bauer) y su nueva esposa Bertha (apodada "Bert"). Papá Bauer, que llegó a Estados Unidos durante la Primera Guerra Mundial con unos pocos dólares en el bolsillo, era un personaje salt of the earth que consiguió ofrecer oportunidades a sus hijos trabajando duro, y que inculcó esa ética del trabajo a sus hijos. Bert soñaba con ascender en la escala social y mantener las apariencias, y le tocaba a Bill (y a veces a papá Bauer) bajarla a la tierra.
The Guiding Light fue la telenovela número uno tanto en 1956 como en 1957, antes de ser reemplazada en 1958 por As the World Turns'. Después de que Irna Phillips fuera transferida a As the World Turns durante 1958, su protegida Agnes Nixon se convirtió en guionista jefe de The Guiding Light.
La primera productora de televisión de La luz guía fue Lucy Ferri Rittenberg, que produjo el programa durante más de 20 años.

### Década de 1960
Agnes Nixon renunció a su papel de guionista jefe durante 1965 para trabajar en Otro mundo. El 13 de marzo de 1967, The Guiding Light se emitió por primera vez en color. El 9 de septiembre de 1968, el programa se amplió de 15 a 30 minutos.
En la década de 1960 se introdujeron personajes negros, interpretados por Billy Dee Williams, James Earl Jones, Ruby Dee y Cicely Tyson. El énfasis de la serie pasó a centrarse en los hijos de Bill y Bert, Mike y Ed; el personaje de Bill Bauer fue eliminado en julio de 1969, dado por muerto tras un accidente aéreo. La serie también se volvió un poco más actual durante la década de 1960, con argumentos como el diagnóstico de cáncer de útero a Bert Bauer en 1962.
A mediados y finales de los sesenta se introdujeron nuevos personajes, como la doctora Sara McIntyre, que siguió siendo un personaje importante hasta principios de los ochenta.

### Década de 1970
Gran parte de la historia durante la primera mitad de la década de 1970 estuvo dominada por el asesinato de Stanley Norris en noviembre de 1971 y el consiguiente juicio, así como por las hazañas de las villanas Charlotte Waring y Kit Vested. Charlotte (interpretada entonces por Melinda Fee) fue asesinada por Kit (Nancy Addison) el 26 de agosto de 1973, y luego la propia Kit recibió un disparo de Joe Werner (Anthony Call) en defensa propia el 24 de abril de 1974, después de que ella intentara envenenar a Sara McIntyre.
Un personaje fundamental, intermitente, hasta la primavera de 1998, Roger Thorpe, fue introducido el 1 de abril de 1971. El papel de Roger se propuso originalmente para ser un rubio, de piel clara, tipo preppy, un hombre que estaba saliendo con la hija de su jefe Holly. Finalmente, Michael Zaslow, un actor moreno, fue contratado para el papel por la directora de casting Betty Rea. Zaslow interpretó a Roger como un villano complicado y polifacético.
Theo Goetz (Papá Bauer) murió en 1972, y los productores decidieron que Papá Bauer moriría como parte de la historia. El reparto rindió homenaje a Goetz y Papa Bauer en un episodio especial conmemorativo que se emitió el 27 de febrero de 1973.
Presionados por nuevas telenovelas más orientadas a los jóvenes, como All My Children', Procter & Gamble contrató en 1975 a los guionistas principales Bridget y Jerome Dobson, que empezaron a escribir en noviembre. Los Dobson introdujeron un estilo de escritura con más matices y capas psicológicas, e incluyeron líneas argumentales oportunas, como una compleja relación de amor/odio entre los cónyuges/hermanos separados Roger y Holly. También crearon una serie de personajes muy recordados, como Rita Stapleton, cuyas complejas relaciones con Roger y Ed impulsaron gran parte de la historia durante el resto de la década, Alan Spaulding y Ross Marler, que siguieron siendo personajes importantes en la década de 2000.
En otoño de 1977 se tomó la decisión de reintroducir al personaje de Bill Bauer, que se creía muerto. Los demás personajes pensaban que había muerto en un accidente aéreo en julio de 1969, pero se dijo que estaba vivo. (Muchos espectadores que habían prestado atención a la serie en septiembre de 1968, recordaban que a Bill le habían dicho que sólo le quedaban nueve años de vida). Posteriormente, Bill fue acusado del asesinato de un hombre en Vancouver (fue absuelto, con la ayuda de Mike) y en abril de 1978 Bill había vuelto a abandonar la ciudad). El personaje de Bill regresó brevemente en noviembre de 1978, abril de 1980, y de nuevo en julio y noviembre de 1983. El regreso de Bill introdujo a la audiencia y a los Bauer a otro personaje que permaneció en la serie hasta septiembre de 1984, Hillary Kincaid, R. N. (Bauer), hija de Bill (y, por tanto, hermanastra de Ed y Mike; Bill había matado accidentalmente al hombre que Hillary creía que era su padre, pero que en realidad era su padrastro).
Jerome y Bridget Dobson mataron a la joven heroína de la serie, Leslie Jackson Bauer Norris Bauer, en junio de 1976. En aquel momento se informó de que Lynne Adams quería dejar el papel, y los Dobson decidieron no volver a interpretarlo. Leslie murió atropellada por Spence Jeffries, marido de Anne, la secretaria de Mike.  Su padre, Steve Jackson, permaneció en la serie durante el resto de la década de 1970, como médico jefe del Cedars y como amigo y compañero de Bert Bauer.
En noviembre de 1975, se cambió el nombre del programa en las imágenes de apertura y cierre, pasando de The Guiding Light a Guiding Light. El 7 de noviembre de 1977, el programa se amplió a una hora completa y se emitió de 14:30 a 15:30 todos los días.
En la década de 1970 se hizo hincapié en los Bauer y los Spaulding, pero se introdujeron otros personajes notables.

### Década de 1980
A finales de 1979, Bridget y Jerome Dobson se hicieron cargo de la redacción de As the World Turns. El antiguo actor Douglas Marland asumió las riendas de Guiding Light en 1979. Introdujo muchos personajes nuevos, incluida la familia Reardon. En mayo de 1980, Guiding Light ganó su primer Outstanding Drama Series. Emmy diurno. Una de las historias de Marland presentaba al personaje de Carrie Todd Marler, interpretado por Jane Elliot. A Carrie se le diagnosticaron personalidades múltiples. Marland apenas había profundizado en su psicosis cuando el contrato de Elliot fue abruptamente rescindido por el productor ejecutivo Allen M. Potter en 1982. Como consecuencia, Marland dimitió en señal de protesta.
A principios de la década de 1980, la serie empezó a dar más importancia a los personajes jóvenes, en un intento de competir con las series de la ABC. Durante esta época se eliminaron varios personajes veteranos, como Ben y Eve McFarren, Diane Ballard, la doctora Sara McIntyre, Adam Thorpe, Barbara Norris Thorpe, Justin Marler y Steve Jackson. La actriz Lenore Kasdorf abandonó la serie en 1981, y los productores decidieron no cambiar el papel de Rita Stapleton Bauer, dada la popularidad de Kasdorf. La matriarca de la familia Bauer, Bertha 'Bert' Bauer, falleció en marzo de 1986, tras la muerte en la vida real de Charita Bauer en 1985. Durante el 50 aniversario de Guiding Light, en 1987, se asumió el compromiso de mostrar a la familia Bauer en papeles principales en la medida de lo posible, después de que la reacción de la audiencia a las familias Lewis y Shayne, criadas en Oklahoma, fuera dispar. Como resultado, la tradición de la barbacoa familiar del 4 de julio de los Bauer comenzó ese año, y continuó hasta 2009, el último año de la serie en CBS Television.
Pam Long, actriz y guionista de Texas de la NBC de 1981 a 1982, se convirtió en guionista jefe durante 1983, a la que se unió Gail Kobe como productora ejecutiva. Durante la primera etapa de Long como guionista, la serie pasó a centrarse en el cuadrilátero amoroso juvenil formado por Rick Bauer, Phillip Spaulding, Mindy Lewis y Beth Raines. Long también introdujo otros personajes, como Alexandra Spaulding, interpretada por la notable actriz diurna Beverlee McKinsey, de Another World y Texas; y Reva Shayne, interpretada por Kim Zimmer. Tras una pausa, Pamela K. Long regresó para una segunda etapa como guionista principal de 1987 a 1990.
Los personajes de Roger Thorpe y Holly Norris regresaron a la serie a finales de la década de 1980. [Maureen Garrett retomó su papel de Holly en 1988, seguida de Michael Zaslow como Roger en 1989.

## Distribución de personajes
- Grant Aleksander: Phillip Spaulding (1982–1984, 1986–1991, 1996–2004, 2009)
- Kim Zimmer: Reva Shayne-Lewis (1983–1990, 1995–2009)
- Beth Ehlers: Harley Cooper (1987–1993, 1997–2008)
- Daniel Cosgrove: Bill Lewis (2002–2005, 2007–2009)
- Beth Chamberlin: Beth Raines Spaulding (1989–1991, 1997–2009)
- John Driscoll: Henry "Coop" Cooper (2004–2009)
- Yvonna Wright: Mel Boudreau (2001–2009)
- Nancy St. Alban: Michelle Bauer Santos (2000–2005, 2009)
- Crystal Chappell: Olivia Spencer (1999–2009)
- Robert Newman: Joshua Lewis (1981–1984, 1986–1991, 1993–2009)
- Robert Bogue: A.C. Mallet (2005–2009)
- Ron Raines: Alan Spaulding (1994–2009)
- Marj Dusay: Alexandra Spaulding (1993–1997, 1998–1999, 2002–2009)
- Jordan Clarke: Billy Lewis (1983–1986, 1989–1993, 1996–1998, 1999–2009)
- Fiona Hutchison: Jenna Bradshaw (1992–1994, 1996–1998, 2006, 2008–2009)
- Elizabeth Keifer: Christina "Blake" Thorpe Marler (1992–2009)
- Justin Deas: Buzz Cooper (1993–2009)
- Laura Wright: Cassie Layne  (1997–2005)
- Nicole Forrester: Cassie Layne (2005–2008)
- Jessica Leccia: Natalia Rivera (2007–2009)
- Paul Anthony Stewart: Danny Santos (1998–2005, 2009)
- Gina Tognoni: Dinah Marler (2004–2009)
- David Andrew Macdonald: Edmund Winslow (1999–2005, 2008–2009)
- Frank Dicopoulos: Frank Cooper (1987–2009)
- Karla Mosley: Christina Moore Boudreau (2008–2009)
- Ricky Paull Goldin: Gus Aitoro (2001–2008)
- Maureen Garrett: Holly Norris (1976–1980, 1988–2006, 2009)
- Bradley Cole: Richard Winslow (1999–2002), and Jeffrey O'Neill (2003-2009)
- Lawrence St. Víctor: Remy Boudreau (2006–2009)
- Tom Pelphrey: Jonathan Randall (2004–2007, 2008, 2009)
- Tina Sloan: Lillian Raines (1983–2009)
- Bonnie Dennison: Daisy Lemay (2007–2009)
- Caitlin Van Zandt: Ashlee Wolfe (2006–2009)
- Crystal Hunt: Lizzie Spaulding (2003–2006)
- Emme Marcy Rylan: Lizzie Spaulding (2006–2009)
- Mandy Bruno: Marina Cooper-Camalleti (2004–2009)
- Aubrey Dollar: Marina Cooper-Camalleti (2001–2004)
- Michael O'Leary: Rick Bauer (1983–1986, 1987–1991, 1995–2009)
- Jerry Ver Dorn: Ross Marler (1979–2005)
- Scott Bailey: Sandy Foster (2003–2006)
- Stephanie Gatschet: Tammy Winslow Randall (2002–2007, 2008)
- Maeve Kinkead: Vanessa Chamberlain (1980–1987, 1989–2000, 2002, 2005, 2006–2009, 2009)
- Matt Bomer: Ben Reade (2001-2003)

## Información general
Grant Aleksander (Phillip Spaulding) Beth Chamberlin (Beth Raines) son hermanos en la vida real, pero no sucede lo mismo con Robert Newman (Josh Lewis) y Kim Zimmer (Reva Shayne).

## Producción y localizaciones
Guiding Light se emitió desde tres lugares: Chicago (donde residía la creadora Irna Phillips), desde 1937 hasta 1946; Hollywood, desde 1947 hasta 1949; y Nueva York desde 1949. Se trasladó de Chicago a Hollywood (a pesar de las objeciones tanto de Phillips como de Arthur Peterson) para aprovechar la disponibilidad de talento. Posteriormente, la producción se trasladó a la ciudad de Nueva York, donde se produjeron la mayoría de las telenovelas durante los años 50, 60 y gran parte de los 70; permaneció en la ciudad de Nueva York hasta la conclusión del programa. Su último lugar de grabación fueron los estudios de la CBS en el centro de Manhattan. Desde la década de 1970 hasta la de 1990 se rodó en los estudios Chelsea Desde poco antes del 29 de febrero de 2008, las escenas exteriores se filmaron en Peapack, Nueva Jersey. El rodaje en exteriores coincidió con otro cambio significativo en la producción, ya que la serie se convirtió en la primera telenovela estadounidense de los días laborables en ser grabada digitalmente. El equipo de producción optó por filmar con videocámaras Canon XH-G1 HDV en modo de definición estándar. A diferencia del antiguo modelo de producción con cámaras de pedestal y decorados tradicionales de tres lados, las cámaras de mano permitieron a los productores elegir tantas localizaciones como quisieran.

### Últimas temporadas de la CBS
Durante la 57.ª temporada del drama diurno en televisión y la 72.ª temporada en general, la serie cambió su aspecto hacia una experiencia más realista en un intento de competir con la creciente popularidad de los realities. El nuevo aspecto de Guiding Light incluía un trabajo de cámara a mano alzada y menos acción mostrada en los platós tradicionales. La productora Ellen Wheeler introdujo un estilo de "cámara temblorosa", presente en varias películas, con primeros planos extremos y cortes frecuentes, incluidos los que "rompían el eje" (que resultaron desorientadores para los espectadores acostumbrados a los programas con el tradicional "aspecto de telenovela"). También era nuevo el rodaje de escenas en exteriores en escenarios reales. Incluso muchas escenas de interior tenían un aspecto más "in situ", reutilizando lugares reales, como las oficinas de producción de Guiding Light, para convertirlos en habitaciones de motel, salones de uñas, tiendas de comida rápida y otros negocios o lugares. De este modo, la serie contaba con numerosos decorados sin el coste de numerosas localizaciones separadas. La CBS y los productores de la serie esperaban que el nuevo aspecto aumentara los índices de audiencia, pero el plan finalmente no tuvo éxito.
El 1 de abril de 2009, la CBS canceló Guiding Light después de 72 años, y el final de la serie en la cadena se emitió el 18 de septiembre de 2009, lo que la convirtió en la penúltima telenovela de Procter & Gamble en terminar.

## Emisión en otros países
- RCTV (Venezuela)
- Ecuavisa (Ecuador)
- Televisa (México)
- Caracol Televisión (Colombia)